# Vehéc
Vehéc (szlovákul Vechec) község Szlovákiában, az Eperjesi kerületben, a Varannói járásban.

## Fekvése
Varannótól 4 km-re nyugatra, a Lomnica-patak partján fekszik.

## Története
A települést a német jog alapján alapították soltész általi betelepítéssel a 14. század első felében. 1327-ben említik először egy birtokvitával kapcsolatban, mint a Rozgonyi és a Nekcsey család birtokát. Következő említése 1399-ben történt, amikor Bebek Detre nádor megerősíti a Rozgonyiakat a község birtokában. A Rozgonyiak csicsvai uradalmához tartozott. A 15. század közepén a községnek mintegy 15 háztartása volt. 1519-től a Báthoryaké, később – többek között – a Sós, Füzeséry, és Szentléleky családé. 1663-ben pestisjárvány pusztított.
A 18. század végén Vályi András így ír róla: „VEHECZ. Tót falu Zemplén Várm. földes Urai több Urak, lakosai katolikusok, és orosz vallásúak, fekszik Porubkához nem meszsze, Gálszécs Városához másfél, Varannóhoz pedig 1/4 mértföldnyire; határja 3 nyomásbéli, zabot terem, gabonát pedig nagy munka után, erdeje elég van, bővelkedik kövekkel, piatza Varannón; van határjában egy kopasz hegy, melly Lisza Kamenának neveztetik, tetejében sok rakás kő mintegy szánt szándékkal van öszve hordva, mellyek egygy ölnyi magasságúak, hoszszas szélességűek, minden figurát mutatnak, alattok olly nagyságú lyukak vagynak, hogy azokban mélyen, és hoszszan bé lehet gyertyával menni, de a’ végére nem emlékeznek, hogy valaki bément vólna; a’ köz véllekedések szerént, valaha hegyi tolvajoknak barlangjok lehetett.”
A község római katolikus temploma 1820-ban épült fel. 1831-ben lakói részt vettek a kolerajárványt követő parasztfelkelésben.
Fényes Elek 1851-ben kiadott geográfiai szótárában így ír a faluról: „Vehécz, tót falu, Zemplén vmegyében, Varanóhoz 3/4, ut. p. Eperjeshez 4 mfdnyire, 200 romai, 210 görög kath., 5 evang., 15 zsidó lak., kath. paroch. templommal. Határának 2/3 dombos helyeken, 1/3 lapályon terül el. Kiterjedése 2100 hold, mellynek fele fiatal tölgyes erdő, fele jobbára szántóföld, mert rétje csak a patak mentiben levő keskeny völgyben van. A lakosok 12 4/8 telek és 10 zsellér után birnak 300 hold szántóföldet, rét pótlékban 120 holdat; a többi majorsági birtok. Van 2 patakmalma is. Birtokosok Sós Klára, Füzésery János és Antal, Hunyor János, Vitéz, Szentléleky és Révész örökösök.”
A 19. század végére a községben postahivatal, élelmiszer kereskedés működött és vasútállomása is volt.
Borovszky Samu monográfiasorozatának Zemplén vármegyét tárgyaló része szerint: „Vehécz, tót kisközség 138 házzal s 748, nagyobbára róm. kath. vallású lakossal. Saját postája van, távírója és vasúti állomása Varannó. A vehéczi Báncsy család fészke. Első birtokosául 1402-ben Rozgonyi Lászlót ismerjük. A Báncsy család osztályos társai: a Berzeviczy, Vilcsek, Vitéz, Schramb, Malonyay, Végessy, Hazuga és a Ghillányi családok birtokolják azután, de később a Révész, Kossuth, majd a Retteghy, Oroszy és Füzesséry családok. Most nagyobb birtokosa nincsen. A lakosok fogyasztási szövetkezetet tartanak fenn. 1663-ban itt is kitört a pestis. Róm. kath. temploma 1820-ban épült. 1831-ben Vehécz is részes volt a parasztlázadásban.”
A trianoni diktátumig Zemplén vármegye Varannói járásához tartozott.

## Népessége
| Év:            | 1994. | 2004.    | 2014.    | 2024.   |
| -------------- | ----- | -------- | -------- | ------- |
| Emberek száma: | 1912  | 2329     | 2819     | 3025    |
| Eltérés:       |       | +21,80 % | +21,03 % | +7,30 % |

| Év:            | 2023. | 2024.   |
| -------------- | ----- | ------- |
| Emberek száma: | 2982  | 3025    |
| Eltérés:       |       | +1,44 % |

- 1910-ben 714, túlnyomórészt szlovák anyanyelvű lakosa volt.
- 2001-ben 2123 lakosából 1818 szlovák és 295 cigány volt.
- 2011-ben 2725 lakosából 1803 szlovák és 703 cigány volt.
- 2021-ben 2837 lakosából 1252 (+207) cigány, 2 (+1) magyar, (+2) ruszin, 1520 (+1127) szlovák, 10 (+3) egyéb és 53 ismeretlen nemzetiségű volt.[7]

## Híres emberek
- Itt született 1856. szeptember 12-én Gracza György újságíró, író, történetíró.

## Nevezetességei
- Római katolikus temploma 1820-ban épült.